# Vạn Lý Trường Thành Cát
Vạn Lý Trường Thành Cát (tiếng Anh: Great Wall of Sand) là tên được sử dụng lần đầu tiên vào tháng 3 năm 2015 bởi Đô đốc Mỹ Harry Harris, Chỉ huy Hạm đội Thái Bình Dương, để mô tả một loạt các dự án bồi lấp đất quy mô lớn của Cộng hòa Nhân dân Trung Hoa trong quần đảo Trường Sa trên Biển Đông trong giai đoạn từ cuối năm 2013 đến cuối năm 2016.

## Bồi đắp các đá ở Quần đảo Trường Sa 2013–2016
Vào cuối năm 2013, Trung Quốc đã bắt tay vào việc cải tạo quy mô lớn tại bảy địa điểm - để tăng cường tuyên bố chủ quyền lãnh thổ cho khu vực được phân định bởi "Đường chín đoạn".
Các đảo nhân tạo được tạo ra bằng cách nạo vét cát lên các rạn san hô và sau đó được bê tông hóa để tạo ra các kết cấu vĩnh cửu. Vào thời điểm diễn ra cuộc Đối thoại Shangri-La năm 2015, hơn 810 ha (2.000 mẫu Anh) đất mới đã được tạo ra. Đến tháng 12 năm 2016 đã đạt đến 3.200 mẫu Anh (1.300 ha) và hệ thống vũ khí "đáng kể", bao gồm cả hệ thống chống máy bay và hệ thống chống tên lửa "đã được lắp đặt".
Trung Quốc nói rằng việc xây dựng là để "cải thiện điều kiện sống và làm việc của những người đóng quân trên các đảo này", và "Trung Quốc đang hướng tới cung cấp chỗ ở, viện trợ trong điều hướng, dự báo thời tiết và hỗ trợ nghề cá cho các tàu khác nhau, các nước đi qua biển".
Các nhà phân tích quốc phòng IHS Janes nói rằng đó là một "chiến dịch có kế hoạch, được hoạch định tốt để tạo ra một chuỗi các pháo đài có năng lực phòng không và hải quân". Những công trình "sẵn sàng quân sự" này bao gồm các bức tường biển và các cảng nước sâu, các doanh trại, và đáng chú ý bao gồm đường băng trên ba "đảo" được khai hoang, bao gồm đá Chữ Thập, đá Vành Khăn và đá Xu Bi. Ngoài căng thẳng địa chính trị, mối quan tâm đã được nâng lên về tác động môi trường đối với các hệ sinh thái rạn san hô mỏng manh thông qua việc phá hủy môi trường sống, ô nhiễm và gián đoạn các tuyến di cư.

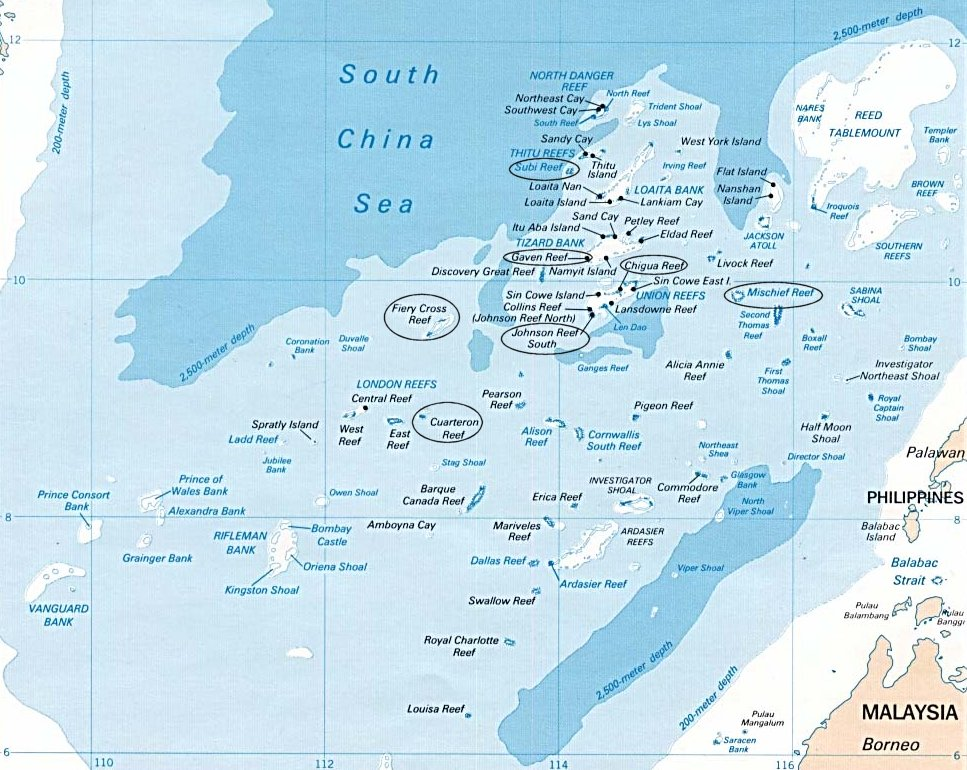
Bản đồ các đảo Trung Quốc bồi lấp.
(Địa điểm ghi "Chigua Reef" là nhầm tên, thực tế tên quốc tế là Hughes Reef (đá Tư Nghĩa).)